# Roberto Grossenbacher
Roberto Grossenbacher (Joinville, 20 de outubro de 1890 - Blumenau, 2 de agosto de 1972) foi um político brasileiro.
Integrando o movimento da Aliança Liberal, participou da Revolução de 30 e acabou indicado à presidência do Partido Liberal, pelo qual assumiu uma vaga na Câmara Municipal de Blumenau, cidade onde morava desde 1913. 
Com a instauração do Estado Novo, deixou o cargo e tornou-se diretor-gerente indústria têxtil da marca Hering.
Todavia, Grossenbacher não deixou a política de lado, contribuindo para a campanha de sucesso do General Enrico Dutra, eleito presidente da República em dezembro de 1945, ao fim do Estado Novo. Pelo PSD, elegeu-se deputado federal constituinte de Santa Catarina, cargo assumido pelo mesmo em 1946.
Com o fim da Assembleia Nacional Constituinte, transformada em Congresso ordinário, Roberto passou a fazer parte das Comissões de Transportes e Comunicações da Câmara, em mandato que cumpriu até 1951. 
Deixando a vida pública, assumiu a vice-presidência da Empresa de Força e Luz de Santa Catarina.
De volta a Blumenau, faleceu no dia 2 de agosto de 1972.
Foi deputado à Câmara dos Deputados na 38ª legislatura (1947 — 1951).